# Pneumonoultramicroscopicsilicovolcaniconioză
Pneumonoultramicroscopicsilicovolcaniconioza (pronunțieⓘ) este un cuvânt inventat pentru a fi cel mai lung cuvânt din limba engleză, fără a avea nici o bază științifică legată de o boală pulmonară provocată de inhalarea prafului de siliciu vulcanic, care depunându-se în bronhii afectează funcționarea normală a plămânilor. Aceasta este o formă de silicoză. De altfel etimologia cuvântului este dovedit științific ca fiind nelegată de o patologie. Este probabil a fi fost inventat de  Everett M. Smith in 1935 pentru a putea fi folosit in diferite jocuri tip word puzzle populare in Marea Britanie la începutul secolului trecut. 
Termenul a fost pentru prima dată menționat în Dicționarul Oxford al limbii engleze ca un cuvânt fictiv, inventat în anul 1935 de către Everett M. Smith, președintele de atunci al Ligii Naționale de Puzzle (în engleză National Puzzlers' League).
Având 44 de litere, acesta este cel mai lung cuvânt existent în limba română.

## Etimologie
Termenul „pneumonoultramicroscopicsilicovolcaniconioză” este alcătuit dintr-o serie de cuvinte și prefixe, care reflectă compoziția și cauzele specifice ale bolii:
1. pneumono-: vine din grecescul „pneumon”, care înseamnă „plămân”, indicând afectarea plămânilor în această boală
2. ultra-: este un prefix latin care înseamnă „dincolo de” sau „în afara limitei”, suggerând dimensiunea extrem de mică a particulelor implicate
3. microscopic: din grecescul „mikros”, însemnând „mic”, indicând dimensiunea foarte mică a particulelor de siliciu
4. silico-: vine de la cuvântul latin „silex”, care înseamnă „piatră” sau „silice”, indicând substanța cauzatoare, adică siliciul
5. volcanico-: provine de la „vulcan”, referindu-se la originea vulcanică a particulelor de siliciu, care pot fi eliberate în atmosferă în urma erupțiilor vulcanice
6. conioză: este un sufix care indică o boală pulmonară cronică cauzată de inhalarea anumitor particule.